# Pallagorio
Pallagorio (IPA: [pallaɡoˈrio], Puhëriu in arbëreshë, Paragùriu in calabrese) è un comune italiano di 896 abitanti della provincia di Crotone in Calabria.
Sorge nella fascia collinare presilana a nord del Marchesato e copre una superficie di oltre 40 km² compresa tra 130 e 710 metri s.l.m. È un paese arbëreshë di Calabria che conserva la lingua, gli usi e le tradizioni proprie, ma non più il rito bizantino-greco.

## Storia
La storia di Pallagorio e del suo territorio è stata caratterizzata da plurimi insediamenti di genti diverse per cultura e provenienza , avvenuti nel corso dei millenni e che, sovrappostesi, poi,   nel tempo ,  hanno dato vita all'odierna popolazione, ricca di varietà culturale e linguistica,  degna di interesse e studio. 
Le fonti storiche documentali sono incerte, e spesso i diversi autori hanno scritto la storia del paese confondendola con quella di altri borghi, in specie di "Palagorio di Borgia", un villaggio del Catanzarese esistito almeno fino al 1604, quando i suoi abitanti, a causa delle incursioni dei saraceni e del diffondersi della malaria, si spostarono e fondarono un nuovo centro abitato dandogli il nome di "Borgia", che mantenne anche la dizione di "alias Palagorio".
Comunque, alla luce delle evidenze archeologiche e dei successivi dati documentali, questi sono i fatti storici certi :

### Antichità
Il Borgo ed  il territorio circostante hanno una storia antichissima. L'area territoriale risulta abitata sin dal neolitico; ne sono testimonianza le numerose grotte, sparse nel territorio, tra cui, molto suggestive e visibili, quelle situate in contrada Conicella, all''ingresso storico del centro abitato e quelle  situate nelle contrade di Cona e Suvero, mentre assumono notevole interesse archeologico e storico le numerose grotte rinvenute in contrada "Coracciti-Piperia" , attestanti frequentazioni di età classica legate ai Culti Mitraici ed utilizzate , poi, in età altomedievale, come rifugio ascetico dai monaci basiliani.
All'inizio dell'età storica, nel secondo millennio a.C., nell'area territoriale, venne ad insediarsi la popolazione enotrio-italica dei Choni, che lasciò rilevanti tracce della propria presenza, sia nella toponomastica che negli oggetti votivi rinvenuti in tutta l'area interessata. In questo contesto, Pallagorio sarebbe stato secondo alcuni abitato proprio dai Choni.
Tra il XII ed il X secolo a.C., la tradizione mitica antica (saga di Filottete) e le fonti storiche antiche (Strabone, Antioco di Siracusa, Licofrone, Apollodoro, Stefano di Bisanzio) segnalano insediamenti micenei sulle colline prospicienti l'alto Ionio crotonese, con il popolamento e fortificazione di centri autoctoni italici (Petelia, Crimisa, Makalla, Chone); e fu in questo periodo che, secondo alcuni storici locali (Giovanni Giuranna, Anna Russano Cotrone, Ofelia Giudicissi, Carmine Gentile) sarebbe sorta , nell'area territoriale del paese, dall'incontro tra gli autoctoni italici e le prime genti elleniche, l'antica Chone, la città italico-ellenica, fondata, secondo la tradizione antica, dall'eroe greco Filottete, descritta e citata dalle fonti storiche antiche (Strabone, Licofrone, Apollodoro, Antioco di Siracusa, Stefano di Bisanzio), come una rilevante realtà urbana. Dalle evidenze archeologiche emerse, potrebbe trattarsi di una realtà politico-territoriale che includeva vari centri abitati esistenti nel territorio, con villaggi estesi, per fattorie sparse e con concentrazioni abitative, in aree di intenso sfruttamento agricolo o strategiche di difesa, verosimilmente, presso l'attuale zona "Cona", in zona "Coni-celle" a ridosso del luogo in cui sorge oggi il borgo ed in contrada "Gardea", nelle quali località, sarebbero sorti insediamenti abitativi. Rimarrebbero, a testimonianza degli antichi nuclei abitati, le contrade circostanti l'attuale centro abitato, che conservano tuttora il nome di "Cona"; a nord-ovest: "Tre fontane di Cona", "Terra di Cona", "Serre di Cona", a sud: "Coni-cella" e "Coni-selle"; i rilevanti reperti archeologici (tombe, statuette votive, mura, anfore, monete) di età italico-ellenica rinvenute nelle suddette contrade e nelle zone immediatamente circostanti l'attuale Borgo, e resti dell'antica necropoli con statuette votive e diademi metallici, riferibili al culto orfico, rinvenuti nella contrada "Tre fontane di Cona", proprio nell'area territoriale indicata e descritta dallo storico Strabone.
Certo ed acclarato, invece, dalle evidenze e mappe archeologiche, è il fatto che, agli inizi della fioritura della civiltà della Magna Grecia, tra il VI ed il IV secolo a.C., coloni Elleni, provenienti da oltre mare, o, verosimilmente crotoniati, avviarono una proficua colonizzazione dell'area territoriale, venendo così ad insediare fattorie in tutto il territorio circostante ed a popolare, in maniera intensa, tre insediamenti abitativi, il primo , sorto in contrada "Gardea", il secondo, a ridotto dell'attuale centro abitato, in contrada "Conicelle", il terzo, concentrato in contrada "Tre Fontane di Cone" .   Di tale periodo rimane memoria e testimonianza il nome del paese, di chiara derivazione ellenica (Palaios - Chorion: "vecchio paese"), la toponomastica ellenica delle contrade situate in tutto il territorio circostante ("Patamò", "Coracciti", "Coniselle", "Scea", "Gardea", "Coraco", "Cona" ecc.) e i rilevanti reperti archeologici di età classica (frammenti di statuette votive, anfore, suppellettili, mura, monete) rinvenute all'interno dell'attuale centro abitato nelle contrade Scea e Conicella e nelle contrade circostanti il paese, in specie nelle contrade di Rosicelle, Coniselle, Spolingari, Coracciti, Pastinella.   Lungo la zona compresa tra le contrade Pietre Bianche, Furci e Suvero, fino al Monte Tigano, in prossimità del centro abitato, è emersa una vasta area necropolare con numerose tombe di età arcaica e magno-greca; mentre nella zona di Gardea, sono emersi numerosi frammenti di anfore, di statuette votive, resti sparsi di mura di antiche fattorie con numerose tombe, di età classica; inoltre, in località S. Antonio di Gradea, sono stati rinvenuti importanti reperti di età classica, tra cui, notevoli e suggestive, alcune antefisse tipo "bendis-tarantino", riferibili ad un antichissimo santuario rurale del VI-V secolo a.C.
All'ingresso dell'attuale centro abitato, nella zona sud-est, vi è tuttora una contrada che conserva l'antico nome di "Scea-Purtuni" o "Porta Scea", probabile porta d'ingresso dell'antichissimo borgo, ove sono stati rinvenuti resti di mura ed importanti reperti che testimoniano una presenza ellenica, sin dai tempi più antichi.
Intorno alla prima metà del IV sec. a. C. si segnalano nell'area territoriale del paese, insediamenti di genti italiche assimilabili ai Bretti, provenienti dall'alta Sila,  con conseguente ulteriore fortificazione dei centri abitati già esistenti.
In età romana, coloni latini si insediarono nell'area prospiciente il borgo, lungo la vallata del fiume Vitravo, avviando un'intensa colonizzazione; di tale periodo rimangono testimonianza le significative tracce di resti di ville agricole latine rinvenute lungo tutto il corso d'acqua.

### Medioevo
In età medievale, a causa delle frequenti guerre, carestie, pandemie ed insicurezza del territorio, vengono gradualmente abbandonati i centri abitati, antichissimi, sorti in località Cona e Gradea ed il paese si arrocca nell'abitato, pur esso antichissimo, situato nelle attuali contrade di Scea-Cucinaro e "Conicelle-Valle"; assume, così, il nome di "San Giovanni di Palagorio"; ed è un casale, oramai, con poche centinaia di abitanti, per lo più contadini, alle dipendenze dei Signori e della Diocesi di Umbriatico.
In età altomedievale, tra VIII ed il X sec. d.C., si segnalano, altresì, insediamenti monastici basiliani, con edificazione di due centri conventuali: il primo, con vocazione anacoretica, in contrada Gardea, ove sorse la Chiesa di S. Antonio; il secondo, in località S. Cristoforo, in prossimità del paese, ove è stata poi edificata l'omonima chiesa.
Nella prima metà del XV sec., soldati mercenari greco-albanesi, con le loro famiglie, provenienti dalla Morea, Epiro e Peloponneso, dopo aver combattuto nella guerra tra Angioini ed Aragonesi, si insediano nel Borgo, venendo, così, ad arricchire il quadro linguistico e culturale della popolazione locale.
Da allora, il Borgo , facente parte della Diocesi di Umbriatico, seguirà le sorti ed i destini del Feudo di appartenenza:
Il 22 aprile del 1452 Luca Sanseverino, conte di Tricarico e di Chiaromonte, acquistò le terre di Umbriatico da Marino Marzano Ruffo. Questa compravendita venne confermata da re Ferrante nel 1459.
Nel 1479, la Contea di Cariati, comprendente le terre di Umbriatico, divenne feudo di Girolamo Riario. Nel 1484, la Contea di Cariati passò a Francesco Coppola il quale, coinvolto nella 2^ Congiura dei Baroni(1485-1486), nel 1487 fu spogliato della contea di Cariati che venne incamerata nel regio demanio.

### Età moderna
Dal 20 febbraio del 1505 troviamo Giovanni Battista Spinelli, 1º Conte di Cariati (comprendente anche le terre di Umbriatico). Nel 1682, Carlo Filippo I Spinelli Savelli, 5º Principe di Cariati, vendette la città di Umbriatico con il suo casale “Sangiovanni in Pallagorio” a Scipione Rovegno. I Rovegno tennero il feudo sino alla fine del Settecento.
Dagli inizi del Settecento, il borgo è oggetto di un'intensa e continua migrazione di famiglie provenienti dai paesi dell'altopiano silano, attratti dalla fertilità del territorio e dalla mitezza del clima.

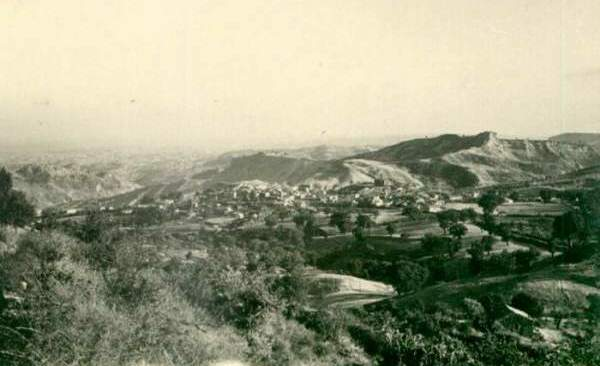
Pallagorio circa anni '30

Nel 1799 viene riconosciuto casale autonomo con il nome di "S. Giovanni in Pallagorio" e compreso nel circondario di Corigliano. I Francesi, con la legge del 19 gennaio 1807 fecero di San Giovanni in Pallagorio un "Luogo", ossia Università nel cosiddetto Governo di Cirò, in provincia di Cosenza. Il successivo riordino, disposto per decreto 4 maggio 1811, riconobbe Pallagorio come frazione di Umbriatico. Nel 1816 i Borbone collocarono Pallagorio sotto la provincia di Catanzaro mentre nel 1818, con la chiusura della diocesi di Umbriatico e, dopo un breve periodo di dipendenza dalla diocesi di Cariati, Pallagorio passò sotto gli auspici dell'arcidiocesi di Crotone-Santa Severina. In questo momento l'insediamento contava circa 1 000 abitanti. Dopo il periodo napoleonico e la riforma murattiana, Pallagorio nel 1834 fu dichiarato comune autonomo.

#### L’arrivo dei Greco-albanesi

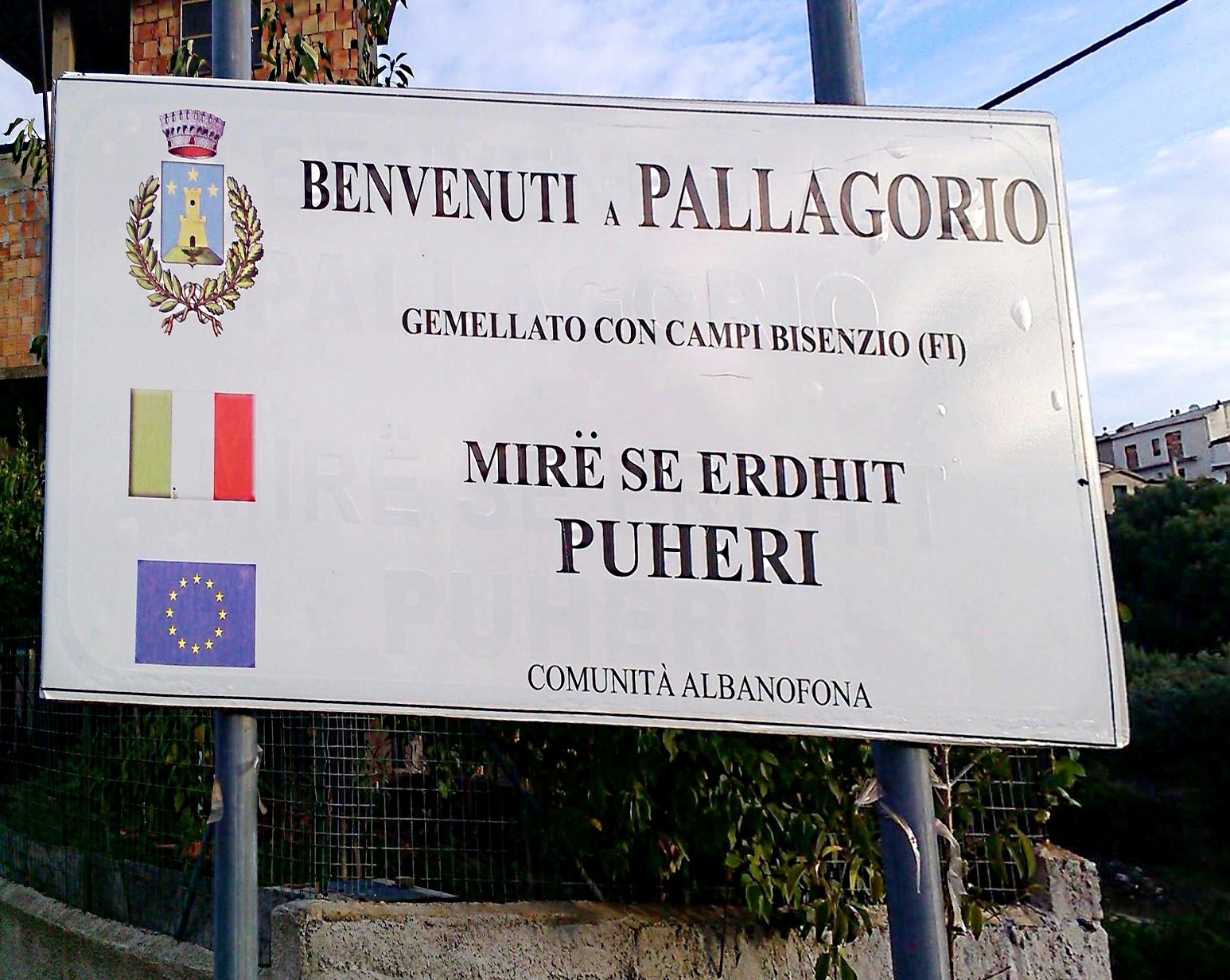
Cartello bilingue italiano-arbëreshe all'ingresso di Pallagorio.

Non si sa con esattezza quando i Greco-Albanesi siano giunti nel casale di San Giovanni de Palagorio; è certo che il Casale non era presente nella numerazione dei fuochi albanesi degli anni 1503, 1508, 1543, 1548, 1566 e 1567.
La maggior parte degli storici ritengono che siano giunti nella prima metà del XV sec. e che, secondo quanto tramandato oralmente,  a seguito degli eventi tellurici e le conseguenti pandemie che  desertificarono quelle terre e secondo le modalità insediative degli Arbëreshë, dopo un primo accampamento in località Sant'Anna, ritenuta all'epoca una zona malarica, si sarebbero, poi,  trasferiti nella località attuale già abitata da "Indigeni locali" (calabresi). A quel tempo il territorio di Umbriatico era feudo degli Spinelli, e sarebbe stata una decisione dovuta al Principe Spinelli quella di consentire l'insediamento dei Greco-Albanesi nel casale di  San Giovanni de Palagorio.

### Simboli
Lo stemma e il gonfalone sono stati concessi con decreto del presidente della Repubblica del 20 novembre 2000.
Il gonfalone è un drappo di giallo con la bordatura di azzurro.

## Monumenti e luoghi d'interesse

### Architetture religiose
- La Chiesa Matrice S. Giovanni Battista, di età medievale, ampliata e restaurata nel XVI secolo in stile cinquecentesco a tre navate, con abside bizantina.
- La Chiesa della Madonna del Carmine, edificata agli inizi del XVII secolo, ad ampliamento di una preesistente chiesetta di probabile origine medievale, di cui resta, ancora visibile,  la facciata laterale occidentale; l'edificio attuale è in stile neogotico ad una navata, con campanile toscaneggiante, aggiunto alla fine dell'Ottocento; l'intera struttura sacra è stata più volte restaurata e ampliata, nel corso dei secoli, e all'interno conserva una statua lignea della Madonna.[9]

- La Chiesa di S. Filomena, del XIX secolo, in stile neoclassico con cupola neo-bizantina.
- La Chiesa di S. Antonio, a pochi Km dal centro abitato, con strutture murarie originarie di età bizantina: fu piccolo convento abitato da monaci basiliani.
- La Chiesetta di S. Cristoforo, edificata, in età moderna, su un antico eremo basiliano, risalente all'Alto Medioevo., e, sottoposta,  poi, a vari restauri.

### Aree archeologiche
Tutto il territorio circostante il paese ha grande interesse archeologico; rilevanti le evidenze archeologiche, in contrada "Tre fontane di Cona" con resti di un'antica necropoli e reperti (diademi e simulcri) riferibili al culto orfico, oltre a resti sparsi e cospicui di mura di abitazioni, frammenti di statuette, anfore e monete, di età classica. In contrada "Gradea", sono emersi frammenti di mura, anfore, statuette votive, tombe a cappuccina di età classica ed in località S. Antonio, sono state rinvenute antefisse tipo "bendis" riferibili ad un antichissimo Santuario del VI-V sec. a.C.; nelle contrade: "Scea", "Conicelle", Rosicelle", "Spolingari", situate in prossimità del paese, sono venuti alla luce resti di mura in mattone cotto, frammenti di anfore per uso domestico di età magno-greca.
Suggestive e degne di grande interesse storico Le Grotte, di età neolitica, rinvenute in contrada "Coracciti-Piperia", attestanti frequentazioni legate a culti mitraici in età classica ed utilizzate, poi,  in età altomedievale come rifugio ascetico dai monaci basiliani.

### Altro
Entrando in paese dalla parte di Zinga si trova una statua bronzea in onore a Giorgio Castriota Skanderbeg.

## Società

### Evoluzione demografica
Abitanti censiti

## Cultura
La festa patronale è in onore a San Giovanni Battista, e si tiene il 24 giugno. In questo borgo è molto diffuso l'artigianato dei tessuti, finemente lavorati a mano.
Il paese ha conservato sino alla metà del Seicento, oltre al rito cattolico-latino, il rito greco-bizantino dei soldati greco-albanesi; poi, la prevalenza della popolazione latina e la volontà delle autorità ecclesiastiche cattoliche fecero, via via, affermare il rito latino. Conserva, tuttora, la lingua arbëreshe, un idioma che alla base linguistica albanese, aggiunge un ricco lessico greco, con notevole impasto, negli ultimi cinque secoli, del dialetto calabrese.

## Infrastrutture e trasporti
Il paese di Pallagorio è attraversato dall'ex strada statale 492 di Savelli.

## Amministrazione

### Sindaci di Pallagorio dal 1946
| Periodo        | Periodo        | Primo cittadino   | Partito                            | Carica  | Note  |
| -------------- | -------------- | ----------------- | ---------------------------------- | ------- | ----- |
| 1948           | 1952           | Antonio Berardi   |                                    | sindaco |       |
| 1952           | 1978           | Mario Tassone     | PCI                                | sindaco |       |
| 1978           | 1983           | Antonio Pontieri  |                                    | sindaco |       |
| 1983           | 1993           | Rosario Ceraudo   |                                    | sindaco |       |
| 6 giugno 1993  | 27 aprile 1997 | Basilio Iocca     | Partito Democratico della Sinistra | sindaco |       |
| 27 aprile 1997 | 13 maggio 2001 | Antonio Blandino  | L'Ulivo                            | sindaco |       |
| 13 maggio 2001 | 29 maggio 2006 | Antonio Blandino  | L'Ulivo                            | sindaco |       |
| 29 maggio 2006 | 16 maggio 2011 | Francesco Rizzuti | L'Unione                           | sindaco |       |
| 16 maggio 2011 | 5 giugno 2016  | Umberto Lorecchio | lista civica Per Pallagorio        | sindaco | [ 1 ] |
| 5 giugno 2016  | in carica      | Umberto Lorecchio | lista civica Per Pallagorio        | sindaco | [ 1 ] |

### Gemellaggi
- Campi Bisenzio